# Газаджак
Газаджак (туркм. Gazojak; прежнее название — Газ-Ачак) — город в Лебапском велаяте Туркменистана.
В городе находится ПО «Ачак Газ». Имеется Школа искусств. Ранее в городе базировался футбольный клуб «Газчи», выступавший в чемпионате Туркменистана.

## История
Газ-Ачак возник в 1967 году в связи с разработкой Ачакского месторождения газа. Являлся посёлком городского типа в Дарган-Атинском районе Чарджоуской области Туркменской ССР. В 1990-х годах переименован в Газаджак и получил статус города.

## География
Город расположен на севере Туркменистана, железнодорожная станция на линии Ургенч — Туркменабад (бывший Чарджоу). Рядом расположен аэродром, закрытый в 2004 году. Неподалёку находится водохранилище.

## Население
Население Газаджака — 21 035 человека (2022 год).
| Год       | 1970 | 1979 | 1989   | 2008   | 2022   |
| --------- | ---- | ---- | ------ | ------ | ------ |
| Население | 1710 | 8717 | 12 374 | 23 454 | 21 035 |